# Bob Egerton
Robert Henry Egerton (Lae, 6 marzo 1963) è un ex rugbista a 15 e allenatore di rugby a 15 australiano, campione del mondo nel 1991 con gli Wallabies.

## Biografia
Nativo di Lae, in Nuova Guinea all'epoca territorio australiano, Egerton crebbe a Canberra, nel cui Marist College, scuola superiore cattolica, iniziò a giocare a rugby; successivamente, entrato all'Università di Sydney, fece parte della relativa prima squadra di rugby che partecipava al campionato del Nuovo Galles del Sud: in tale frangente si fece notare, ancora giovane, per una meta realizzata a tre minuti dalla fine di un incontro correndo senza una scarpa, persa in un placcaggio.
La sua intera carriera rimase legata alla squadra dell'Università, tranne un biennio inglese all'Università di Oxford; nel 1991 fece anche parte della selezione del Nuovo Galles del Sud che prende parte annualmente al campionato nazionale australiano.
Il 1991 è anche l'anno in cui si svolse l'intera carriera internazionale di Egerton: infatti, il 22 luglio esordì per l'Australia a Brisbane contro il Galles e, dopo soli 4 test match all'attivo, fu incluso nella rosa degli Wallabies che prese parte alla Coppa del Mondo di rugby 1991 in Inghilterra.
In tale torneo Egerton scese in campo in cinque incontri, ivi compresa la finale, disputata il 2 novembre a Twickenham contro i padroni di casa inglesi, e che l'Australia vinse 12-6 aggiudicandosi quindi la Coppa del Mondo.
Quello di Londra fu l'ultimo incontro internazionale di Egerton: furono 9 in totale gli incontri disputati, in un arco di tempo di tre mesi e mezzo.
Nel prosieguo dell'attività Egerton divenne allenatore del Sydney University, pur senza mai avere ufficialmente cessato l'attività da giocatore: la sua ultima partita ufficiale, infatti, risaliva al 1991 ma, nel 2007, a 44 anni, scese in campo ancora una volta per la squadra universitaria: si trattava del suo 99º incontro nel campionato del Nuovo Galles del Sud; nella stessa stagione raggiunse anche la sua centesima, e ultima, presenza.
Dal 2005 è anche docente di biologia e scienze presso il Sydney Grammar School.

## Palmarès

### Giocatore
- Coppe del mondo: 1
Australia: 1991
- Shute Shield: 1
Sydney University: 2007

### Allenatore
- Australian club championship: 1
Sydney University: 2009
- Shute Shield: 5
Sydney University: 2001, 2005, 2006, 2007, 2008, 2009